# Condado de Miller (Arkansas)
El condado de Miller (en inglés: Miller County), fundado en 1820, es un condado del estado estadounidense de Arkansas. En el año 2000 tenía una población de 40 443 habitantes con una densidad poblacional de 25.03 personas por km². La sede del condado es Texarkana.

## Geografía
Según la Oficina del Censo, el condado tiene un área total de 1650 km² (637,1 mi²), de la cual 1616 km² (623,9 mi²) es tierra y 36 km² (13,9 mi²) es agua.

### Condados adyacentes
- Condado de Little River (norte)
- Condado de Hempstead (noreste)
- Condado de Lafayette (este)
- Parroquia de Bossier, Luisiana  (sureste)
- Parroquia de Caddo, Luisiana (sur)
- Condado de Cass, Texas (suroeste)
- Condado de Bowie, Texas (oeste)

### Ciudades y pueblos
- Doddridge
- Fouke
- Garland
- Genoa
- Texarkana

## Mayores autopistas
- Interestatal 30
- Interestatal 49
- U.S. Highway 59
- U.S. Highway 67
- U.S. Highway 71
- U.S. Highway 82
- Carretera 134
- Carretera 160
- Carretera 245
- Carretera 549